# Goraz
O goraz (Pagellus bogaraveo, também chamado besugo, massacato, pacharro, pachel ou, quando pequeno, cachucho) é um peixe da família Sparidae, de coloração cinza prateado e com barbatanas alaranjadas. Com tamanho máximo de 70 cm e peso máximo de 4 kg, vive no mar entre os 150 e os 300 m de profundidade em regiões de clima temperado.
Não tem dentes caninos, e os anteriores são dispostos em cardas, sendo finos e com molares menores que os dos pargos. Tem 12 a 13 espinhos dorsais, 11 a 13 raios dorsais moles, 3 espinhos anais e um ponto negro acima da barbatana peitoral.
Trata-se de uma espécie normalmente solitária, embora possa aparecer em pequenos cardumes. Os gorazes encontram-se normalmente em águas costeiras, tanto com fundo rochoso como arenoso ou mesmo lama, a cerca de 400m a 700m da linha de costa. Os indivíduos mais jovens encontram-se mais perto da costa e os adultos na zona em que termina a plataforma continental sob os fundos de lama. São omnívoros sendo a sua alimentação principal constituída por crustáceos, moluscos, vermes, plantas marinhas e peixes de pequeno porte.